# Lewis Roberts
Lewis Roberts (* 2. Juli 1985) ist ein englischer Snookerspieler und Queuemacher aus Stamford. In der Saison 2008/09 spielte er ein Jahr als Profi auf der Snooker Main Tour.

## Karriere
Paul Roberts, der Vater von Lewis, ist einer der besten Queue-Macher Englands. In den 1980ern begann er mit dem Reparieren von Queues und entwickelte später seine eigenen Spielgeräte und die zugehörigen Koffer. Spitzenspieler wie Mark Selby und Ding Junhui zählen zu seinen Kunden. Lewis Roberts lernte Snookerspielen und war auf lokaler Ebene als Jugendspieler erfolgreich. Mit 18 Jahren nahm Lewis Roberts erstmals als Amateur an der Vorqualifikation der Weltmeisterschaft teil. Er trainierte unter anderem in Rushden in Hertfordshire, wo er von Peter Ebdon, einem Kunden seines Vaters, Tipps für eine Profikarriere bekam. Ab 2005 versuchte er sich für die Main Tour zu qualifizieren. Die ersten beiden Jahren in der Pontin’s International Open Series (PIOS) verliefen noch enttäuschend, nur vier Siege kamen insgesamt zusammen. Im ersten Jahr spielte er auch die Pontins-Pro-Am-Turniere in Prestatyn und hatte Achtungserfolge unter anderem gegen Mark Davis und Barry Pinches. In einem Turnier erreichte er das Viertelfinale. In der Saison 2007/08 macht er dann einen großen Leistungssprung und nachdem er im dritten Turnier der PIOS-Serie Runde 3 erreicht hatte, folgte ein Halbfinale, ein Viertelfinale und nochmal ein Halbfinale. Damit kam er in der Tourwertung nicht ganz nach vorne, aber Platz 8 reichte gerade so für die Erlangung des Profistatus.
In die 2008/09 startete er aber erst einmal mit einer Reihe von Auftaktniederlagen. Erst in der Vorrunde zum Masters Qualifying Event gelang ihm sein erster Sieg mit 4:3 über Barry Pinches, das Turnier brachte ihm aber keine Weltranglistenpunkte. In der Runde der Letzten 32 verlor er dann gegen Fergal O’Brien. Als er Anfang 2009 bei den China Open mit einem Sieg über Vincent Muldoon seine ersten Punkte holte, war die Saison schon fast gelaufen. Bei der Weltmeisterschaft gewann er zwar auch noch einmal mit 10:8 gegen Aditya Mehta und erreichte Runde 2, über Platz 86 unter den 96 Profis kam er damit nicht hinaus, und er verlor seinen Profistatus wieder.
Das nächste Jahr auf der PIOS-Tour verlief dann aber wieder so enttäuschend wie seine ersten beiden Jahre und er gab seine Profiambitionen erst einmal wieder auf. Stattdessen stieg er in das Queue-Geschäft seines Vaters ein, nachdem er schon vorher seine Profierfahrungen und seine Bekanntschaft mit anderen Profispielern eingebracht hatte. Roberts ist verheiratet mit der irischen Snookerschiedsrichterin Patricia Murphy, die in den 2000ern die zweite Schiedsrichterin nach Michaela Tabb auf der Profitour war.
2017 versuchte Lewis Roberts noch einmal mit 31 Jahren über die Q School die Profitourqualifikation. Beim ersten Turnier gelangen ihm zwar einige Siege, unter anderem über Ex-Profi Andy Hicks, aber im Viertelfinale war Schluss gegen Daniel Ward.